# Tűzpitta
A tűzpitta vagy szalagos pitta (Pitta guajana) a madarak osztályának verébalakúak (Passeriformes)  rendjébe és a pittafélék (Pittidae) családjába tartozó faj.

## Előfordulás
Brunei, Indonézia, Malajzia és Thaiföld területén él.

## Alfajai
- Pitta guajana affinis
- Pitta guajana guajana
- Pitta guajana irena
- Pitta guajana ripleyi
- Pitta guajana schwaneri

## Megjelenés
Testhossza 22 centiméter. Fehér szárnyfoltja van. A nemek eltérő színezetűek.
|  |

## Életmód
Talajon mozogva csigák, férgek és bogarak után kutat.
A trópusi erdőkben, inkább ugrálva, mint repülve mozog. Nagy szemeivel, rossz látási viszonyok között is jól lát.

## Szaporodás
Bokrokra építi gömb alakú fészkét.